# Масагарта
Масагарта (д/н — 1046 до н. е.) — давньоєгипетський політичний діяч, верховний жрець Амона у Фівах у 1054—1046 роках до н. е.

## Життєпис
Походив з роду Герігора. Був сином верховного жерця Пінеджема I, фактичного володаря Верхнього Єгипту, та Дуатхатхор-Хенуттауї, доньки фараона Смендеса. відповідно був онуком фараона Рамсеса XI. Стосовно дати народження немає достеменних відомостей, втім це відбулося після 1070 року до н. е. Одним з братів Масахарти був Псусеннес I, який у 1047 році до н. е. успадкував царський престол після фараона Аменемнісу.
У 1054 році до н. е. Масагарта від батька отримав посаду Верховного жерця Амона, на той час Пінеджем I вже оголосив себе фараоном. Під час каденції Масагарти його сестра Мааткара обіймала посаду Верховної жриці Амона.
Відповідав за перепоховання мумії фараона Аменхотепа I. Деякі з його написів зустрічаються в Карнакському храмі: на стінах святилища Аменхотепа II, в рельєфах невеликого дверного отвору на схід від Дев'ятого пілона і на декількох сфінксах з баранячими головами. Також ім'я Масагарти з'являється на великій статуї сокола, яка тепер перебуває в Брюсселі. Згадки про нього були знайдені в двох написах з ель-Хіби: перша з них згадує Масагарту, що здійснює молитву, а друга являє собою подяку послання від імені місцевого божества на адресу Верховного жерця Менхеперра. Виходячи з цих записів передбачається, що Масагарта помер близько 1046 року до н. е. від якоїсь хвороби.
На посаді верховного жерця Амона у Фівах Масагарту змінив зведений брат Джедхонсуефанх. Мумію Масагарти виявлено в скельній схованці в Дейр ель-Бахрі разом з рештками кількох членів його родини. Натепер вона зберігається в музеї Луксора. Поруч з нею були знайдені кілька статуеток ушебті з його ім'ям.

## Родина
Дружиною була співачка Амона Тайугерет, мумію якої вчені виявили в скельному схованці в Дейр-ель-Бахрі. Цілком можливо, що у нього також була дочка на ім'я Ісетемхеб, оскільки жінка з таким ім'ям згадується як донька Верховного жерця на низці похоронних об'єктів.